# Elecciones parlamentarias de Chile de 2009
Las elecciones parlamentarias de Chile de 2009 se llevaron a cabo el 13 de diciembre de 2009, en conjunto con la elección presidencial. En esta ocasión se eligió la totalidad de los 120 diputados correspondientes a los 60 distritos que componen el país, y 18 senadores correspondientes a las circunscripciones de las regiones de Arica y Parinacota y Tarapacá, Atacama, Valparaíso, Maule, Araucanía y de Aisén.

## Legislación
Según la Constitución chilena, podían ejercer el derecho a sufragio los ciudadanos, o sea, quienes han cumplido 18 años de edad y no han sido condenados a una pena superior a 3 años de presidio (pena aflictiva). Para participar en las elecciones se requería estar previamente inscrito en los registros electorales y presentar la cédula de identidad. Los requisitos para inscribirse eran ser mayor de 18 años al día de la elección y tener nacionalidad chilena o ser extranjero residente por más de cinco años en el país (que se acredita con un certificado emitido por el respectivo gobernador provincial). El derecho a votar quedaba suspendido por interdicción en caso de demencia, por hallarse acusada por delito que merezca pena aflictiva o por delito por terrorismo y por sanción del Tribunal Constitucional (en conformidad al artículo 19 n.º 15 inciso 7.º de la Constitución).
De acuerdo a la legislación de la época, el proceso de inscripción en los registros electorales era voluntario, pero luego de haberse inscrito, el elector estaba obligado a sufragar a perpetuidad y sólo podía excusarse por razones de salud o por ubicarse a más de 300 kilómetros de distancia del local de votación, hecho del que puede dejarse constancia en la unidad de Carabineros de Chile más cercana. En caso de no asistir o no asumir como vocal de mesa, los electores podían ser condenados al pago de multas. Aunque el 27 de marzo de 2009 fue promulgada por la presidenta Michelle Bachelet la ley que establece la inscripción automática de los votantes y que permite la votación voluntaria de éstos, la entrada en vigencia de dicha normativa no fue aplicable en estas elecciones debido a la falta de la ley que regulaba dichos procesos. La elección con voto voluntario se materializó en las elecciones municipales de 2012.

## Pactos electorales y partidos políticos
| Pacto y partidos                                 | Pacto y partidos                                 | Pacto y partidos                                 | Candidatos | Candidatos | Candidatos |
| Pacto y partidos                                 | Pacto y partidos                                 | Pacto y partidos                                 | Diputados  | Senadores  |            |
| Concertación y Juntos Podemos por más Democracia | Concertación y Juntos Podemos por más Democracia | Concertación y Juntos Podemos por más Democracia | 120        | 18         |            |
| ------------------------------------------------ | ------------------------------------------------ | ------------------------------------------------ | ---------- | ---------- | ---------- |
|                                                  | Partido Demócrata Cristiano                      | PDC                                              | 39         | 8          |            |
|                                                  | Partido por la Democracia                        | PPD                                              | 27         | 4          |            |
|                                                  | Partido Socialista                               | PS                                               | 24         | 4          |            |
|                                                  | Partido Radical Socialdemócrata                  | PRSD                                             | 14         | 2          |            |
|                                                  | Partido Comunista                                | PCCh                                             | 9          | 0          |            |
|                                                  | Izquierda Cristiana                              | IC                                               | 2          | 0          |            |
|                                                  | Independientes Lista A                           | Ind. (ILA)                                       | 5          | 0          |            |
| Coalición por el Cambio                          | Coalición por el Cambio                          | Coalición por el Cambio                          | 120        | 17         |            |
|                                                  | Renovación Nacional                              | RN                                               | 51         | 8          |            |
|                                                  | Unión Demócrata Independiente                    | UDI                                              | 56         | 7          |            |
|                                                  | ChilePrimero                                     | CH1                                              | 4          | 0          |            |
|                                                  | Independientes Lista B                           | Ind. (ILB)                                       | 9          | 2          |            |
| Nueva Mayoría para Chile                         | Nueva Mayoría para Chile                         | Nueva Mayoría para Chile                         | 79         | 7          |            |
|                                                  | Partido Humanista                                | PH                                               | 38         | 4          |            |
|                                                  | Partido Ecologista de Chile                      | PEc                                              | 2          | 0          |            |
|                                                  | Independientes Lista C                           | Ind. (ILC)                                       | 39         | 3          |            |
| Chile Limpio. Vote Feliz                         | Chile Limpio. Vote Feliz                         | Chile Limpio. Vote Feliz                         | 92         | 10         |            |
|                                                  | Partido Regionalista de los Independientes       | PRI                                              | 63         | 6          |            |
|                                                  | Movimiento Amplio Social                         | MAS                                              | 7          | 0          |            |
|                                                  | Independientes Lista D                           | Ind. (ILD)                                       | 22         | 4          |            |
| Independientes fuera de pacto                    | Independientes fuera de pacto                    | Independientes fuera de pacto                    | 18         | 1          |            |
| Total de candidatos                              | Total de candidatos                              | Total de candidatos                              | 429        | 53         |            |

## Eslóganes
- PDC: Contigo, vamos a vivir mejor. Vive soñando un nuevo sol
- PRSD: Un cambio tiene que ser Radical
- PS: Corazón Socialista
- PPD: Rompamos el hielo
- PCCh: ¡Unidos podemos!
- RN: Con tu voto hoy es posible
- UDI: El motor del cambio popular.
- PRI: Somos esperanza, somos futuro
- PH: Somos la nueva mayoría

## Campaña
La franja electoral fue emitida por las canales de televisión desde el 13 de noviembre al 10 de diciembre, y los tiempos destinados a cada partido o candidatura fueron acordados por el Consejo Nacional de Televisión el 19 de octubre de 2009, quedando distribuidos de la siguiente forma:
| Lista / partido                                  | Tiempo |
| ------------------------------------------------ | ------ |
| Chile Limpio Vote Feliz                          | 0:12   |
| Partido Regionalista de los Independientes       | 0:04   |
| Movimiento Amplio Social                         | 0:04   |
| Fuerza País                                      | 0:04   |
| Concertación y Juntos Podemos por más Democracia | 11:35  |
| Partido Demócrata Cristiano                      | 4:19   |
| Partido por la Democracia                        | 3:15   |
| Partido Radical Socialdemócrata                  | 0:45   |
| Partido Socialista                               | 2:07   |
| Partido Comunista                                | 1:05   |
| Izquierda Cristiana                              | 0:04   |
| Nueva Mayoría para Chile                         | 0:24   |
| Partido Humanista                                | 0:20   |
| Partido Ecologista Verde                         | 0:04   |
| Coalición por el Cambio                          | 7:46   |
| Renovación Nacional                              | 2:59   |
| Unión Demócrata Independiente                    | 4:43   |
| ChilePrimero                                     | 0:04   |
| Candidatos independientes                        | 0:04   |

## Elección de laCámara de Diputados

### Resultados
Según el orden en la papeleta electoral:
| Pacto o partido                 | Pacto o partido                            | Sigla                       | Votos     | %?      | Dip.?   | %?      | ± %?    | ± D.?       |
| ------------------------------- | ------------------------------------------ | --------------------------- | --------- | ------- | ------- | ------- | ------- | ----------- |
| A                               | Concertación y Juntos Podemos              |                             | 2 934 378 | 44,35 % | 57      | 47,50 % | −7,41 % | −8          |
|                                 | Partido Demócrata Cristiano                | PDC                         | 940 265   | 14,21 % | 19      | 15,83 % | −6,55 % | −1          |
| Partido por la Democracia       | PPD                                        | 839 744                     | 12,69 %   | 18      | 15,00 % | −2,73 % | −3      |             |
| Partido Socialista de Chile     | PS                                         | 653 367                     | 9,88 %    | 11      | 9,17 %  | −0,17 % | −4      |             |
| Partido Radical Socialdemócrata | PRSD                                       | 251 456                     | 3,80 %    | 5       | 4,17 %  | 0,26 %  | −2      |             |
| Partido Comunista de Chile      | PCCh                                       | 133 718                     | 2,02 %    | 3       | 2,50 %  | −3,12 % | +3      |             |
| Independientes Lista A          | ILA                                        | 115 828                     | 1,75 %    | 1       | 0,83 %  | −0,24 % | −1      |             |
| B                               | Coalición por el Cambio                    |                             | 2 874 674 | 43,45 % | 58      | 48,33 % | 4,38 %  | +4          |
|                                 | Unión Demócrata Independiente              | UDI                         | 1 525 000 | 23,05 % | 37      | 30,83 % | 0,69 %  | +4          |
| Renovación Nacional             | RN                                         | 1 178 392                   | 17,81 %   | 18      | 15,00 % | 3,69 %  | −1      |             |
| ChilePrimero                    | CH1                                        | 18 021                      | 0,27 %    | 0       | 0,00 %  |         |         |             |
| Independientes Lista B          | ILB                                        | 153 261                     | 2,32 %    | 3       | 2,50 %  | 0,08 %  | +1      |             |
| C                               | Nueva Mayoría para Chile                   |                             | 302 627   | 4,57 %  | 0       | 0,00 %  |         |             |
|                                 | Partido Humanista                          | PH                          | 95 177    | 1,44 %  | 0       | 0,00 %  | −0,12 % | Sin cambios |
| Partido Ecologista              | PE                                         | 3815                        | 0,06 %    | 0       | 0,00 %  |         |         |             |
| Independientes Lista C          | ILC                                        | 206 635                     | 3,08 %    | 0       | 0,00 %  |         |         |             |
| D                               | Chile Limpio. Vote Feliz                   |                             | 356 798   | 5,39 %  | 3       | 2,50 %  |         |             |
|                                 | Partido Regionalista de los Independientes | PRI                         | 264 466   | 4,00 %  | 3       | 2,50 %  |         |             |
| Movimiento Amplio Social        | MAS                                        | 26 440                      | 0,40 %    | 0       | 0,00 %  |         |         |             |
| Independientes Lista D          | ILD                                        | 65 892                      | 1,00 %    | 0       | 0,00 %  |         |         |             |
|                                 | Independientes fuera de pacto              | Ind                         | 147 379   | 2,23 %  | 2       | 1,67 %  | 1,28 %  | +2          |
| Total de votos válidos          | Total de votos válidos                     | Total de votos válidos      | 6 615 856 | 91,08 % |         |         |         |             |
| Votos en blanco                 | Votos en blanco                            | Votos en blanco             | 205 520   | 2,83 %  |         |         |         |             |
| Votos nulos                     | Votos nulos                                | Votos nulos                 | 442 161   | 6,09 %  |         |         |         |             |
| Total de sufragios emitidos     | Total de sufragios emitidos                | Total de sufragios emitidos | 7 263 537 | 100 %   |         |         |         |             |

### Listado de diputados 2010-2014

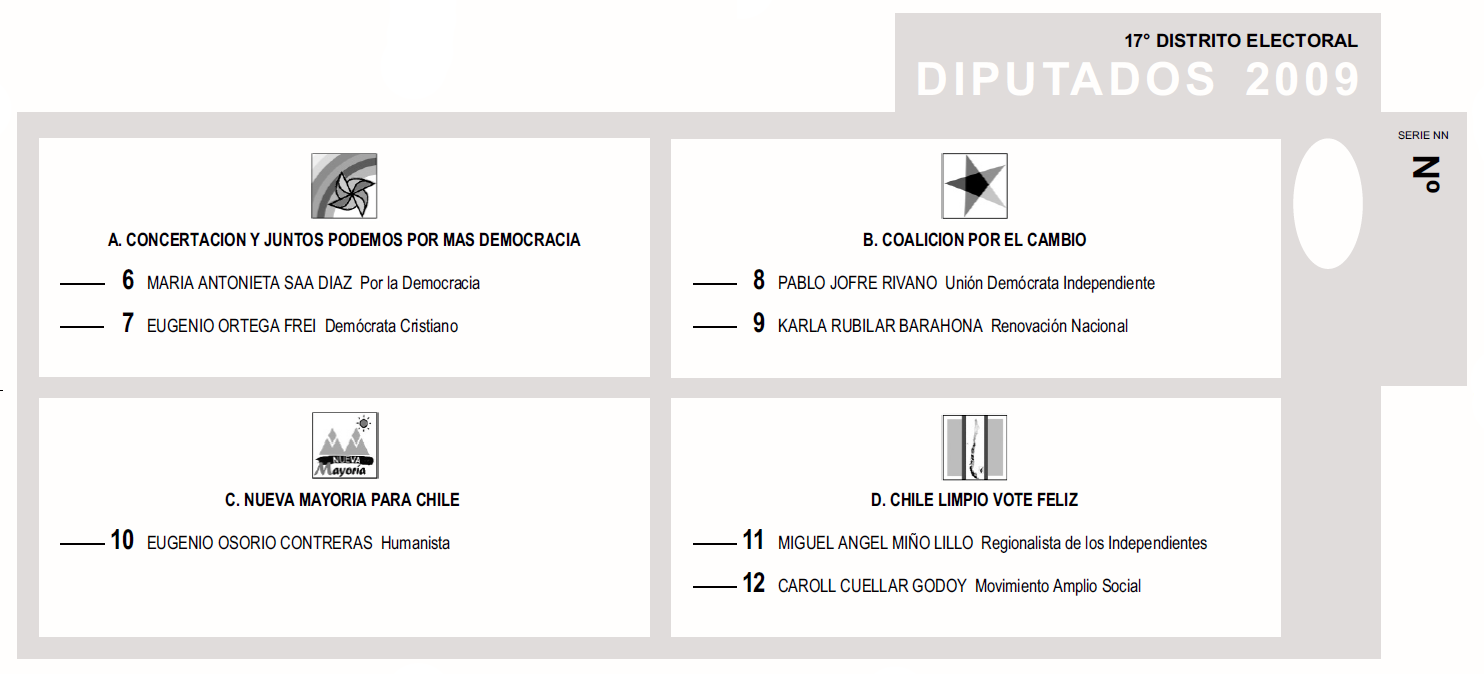
Voto utilizado en la elección de diputados en el distrito 17.

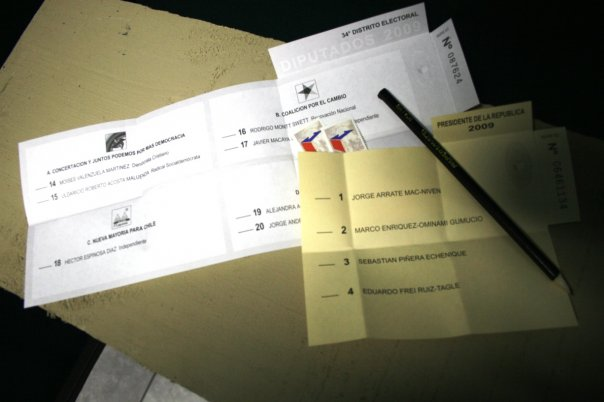
Votos para las elecciones de diputados en el distrito 34 (en blanco) junto al voto para la primera vuelta de la elección presidencial (en amarillo). No se muestra el voto para la elección de senadores (celeste).

Doblaje de la Coalición por el Cambio.
| Dist. | Diputado                              | Partido | Votos  | %       |
| ----- | ------------------------------------- | ------- | ------ | ------- |
| 1[d]  | Orlando Vargas Pizarro                | Ind-PPD | 22 425 | 30,01 % |
| 1[d]  | Nino Baltolú Rasera                   | UDI     | 17 644 | 23,61 % |
| 2[d]  | Hugo Gutiérrez Gálvez                 | PCCh    | 28 217 | 30,31 % |
| 2[d]  | Marta Isasi Barbieri                  | Ind-UDI | 28 884 | 31,02 % |
| 3[d]  | Felipe Ward Edwards                   | UDI     | 24 618 | 37,36 % |
| 3[d]  | Marcos Espinoza Monardes              | PRSD    | 16 223 | 24,62 % |
| 4[d]  | Pedro Araya Guerrero                  | PRI     | 27 268 | 24,60 % |
| 4[d]  | Manuel Rojas Molina                   | UDI     | 37 241 | 33,59 % |
| 5[d]  | Lautaro Carmona Soto                  | PCCh    | 17 022 | 27,87 % |
| 5[d]  | Carlos Vilches Guzmán                 | UDI     | 13 159 | 21,55 % |
| 6[d]  | Giovanni Calderón Bassi               | UDI     | 8330   | 19,26 % |
| 6[d]  | Alberto Robles Pantoja                | PRSD    | 11 582 | 26,77 % |
| 7[d]  | Marcelo Díaz Díaz                     | PS      | 32 673 | 36,74 % |
| 7[d]  | Mario Bertolino Rendic                | RN      | 18 037 | 20,28 % |
| 8[d]  | Matías Walker Prieto                  | DC      | 28 948 | 27,21 % |
| 8[d]  | Pedro Velásquez Seguel                | Ind.    | 25 919 | 24,37 % |
| 9[d]  | Adriana Muñoz D'Albora                | PPD     | 15 332 | 25,29 % |
| 9[d]  | Luis Lemus Aracena                    | PRI     | 15 735 | 25,95 % |
| 10[d] | Eduardo Cerda García                  | DC      | 30 017 | 21,94 % |
| 10[d] | Andrea Molina Oliva                   | Ind-UDI | 36 000 | 26,31 % |
| 11[d] | Gaspar Rivas Sánchez                  | RN      | 21 634 | 20,22 % |
| 11[d] | Marco Antonio Núñez Lozano            | PPD     | 49 801 | 46,55 % |
| 12[d] | Arturo Squella Ovalle                 | UDI     | 30 108 | 24,75 % |
| 12[d] | Marcelo Schilling Rodríguez           | PS      | 24 124 | 19,83 % |
| 13[d] | Aldo Cornejo Gonález                  | DC      | 40 582 | 31,04 % |
| 13[d] | Joaquín Godoy Ibáñez                  | RN      | 38 183 | 29,20 % |
| 14[d] | Rodrigo González Torres               | PPD     | 41 168 | 25,89 % |
| 14[d] | Edmundo Eluchans Urenda               | UDI     | 45 829 | 28,82 % |
| 15[d] | Víctor Torres Jeldes                  | DC      | 18 102 | 21,11 % |
| 15[d] | María José Hoffmann Opazo             | UDI     | 20 585 | 24,00 % |
| 16[d] | Gabriel Silber Romo                   | DC      | 48 333 | 29,39 % |
| 16[d] | Patricio Melero Abaroa                | UDI     | 58 306 | 35,45 % |
| 17[d] | Karla Rubilar Barahona                | RN      | 46 572 | 33,15 % |
| 17[d] | María Antonieta Saa Díaz              | PPD     | 45 798 | 32,60 % |
| 18[d] | Cristina Girardi Lavín                | PPD     | 51 669 | 34,35 % |
| 18[d] | Nicolás Monckeberg Díaz               | RN      | 40 782 | 27,11 % |
| 19[d] | Patricio Hales Dib                    | PPD     | 39 126 | 38,12 % |
| 19[d] | Claudia Nogueira Fernández            | UDI     | 38 297 | 37,31 % |
| 20[d] | Pepe Auth Stewart                     | PPD     | 49 981 | 20,70 % |
| 20[d] | Mónica Zalaquett Said                 | UDI     | 56 168 | 23,26 % |
| 21[d] | Jorge Burgos Varela                   | DC      | 52 982 | 29,79 % |
| 21[d] | Marcela Sabat Fernández               | RN      | 48 732 | 27,40 % |
| 22[d] | Felipe Harboe Bascuñán                | PPD     | 42 060 | 38,66 % |
| 22[d] | Alberto Cardemil Herrera              | RN      | 38 949 | 35,80 % |
| 23[d] | Ernesto Silva Méndez                  | UDI     | 60 272 | 27,95 % |
| 23[d] | Cristián Monckeberg Bruner            | RN      | 77 484 | 35,93 % |
| 24[d] | Enrique Accorsi Opazo                 | PPD     | 31 383 | 23,19 % |
| 24[d] | María Angélica Cristi Marfil          | UDI     | 44 969 | 33,24 % |
| 25[d] | Ximena Vidal Lázaro                   | PPD     | 43 794 | 30,81 % |
| 25[d] | Felipe Salaberry Soto                 | UDI     | 28 444 | 20,01 % |
| 26[d] | Carlos Montes Cisternas               | PS      | 71 173 | 50,44 % |
| 26[d] | Gustavo Hasbún Selume                 | UDI     | 36 438 | 25,82 % |
| 27[d] | Tucapel Jiménez Fuentes               | PPD     | 47 765 | 31,89 % |
| 27[d] | Iván Moreira Barros                   | UDI     | 53 683 | 35,84 % |
| 28[d] | Guillermo Teillier del Valle          | PCCh    | 49 040 | 33,52 % |
| 28[d] | Pedro Browne Urrejola                 | RN      | 31 882 | 21,79 % |
| 29[d] | Osvaldo Andrade Lara                  | PS      | 55 152 | 29,88 % |
| 29[d] | Leopoldo Pérez Lahsen                 | RN      | 45 464 | 24,63 % |
| 30[d] | Ramón Farías Ponce                    | PPD     | 29 335 | 19,27 % |
| 30[d] | José Antonio Kast Rist                | UDI     | 53 423 | 35,10 % |
| 31[d] | Denise Pascal Allende                 | PS      | 52 763 | 32,23 % |
| 31[d] | Gonzalo Uriarte Herrera               | UDI     | 60 833 | 37,16 % |
| 32[d] | Juan Luis Castro González             | PS      | 27 772 | 30,76 % |
| 32[d] | Alejandro García-Huidobro             | UDI     | 31 346 | 34,71 % |
| 33[d] | Ricardo Rincón González               | DC      | 38 057 | 32,45 % |
| 33[d] | Eugenio Bauer Jouanne                 | UDI     | 26 504 | 22,60 % |
| 34[d] | Alejandra Sepúlveda Orbenes           | PRI     | 42 771 | 45,55 % |
| 34[d] | Javier Macaya Danús                   | UDI     | 17 130 | 18,24 % |
| 35[d] | Juan Carlos Latorre Carmona           | DC      | 30 300 | 38,83 % |
| 35[d] | Ramón Barros Montero                  | UDI     | 29 622 | 37,96 % |
| 36[d] | Roberto León Ramírez                  | DC      | 51 476 | 42,93 % |
| 36[d] | Celso Morales Muñoz                   | UDI     | 35 732 | 29,80 % |
| 37[d] | Sergio Aguiló Melo                    | PS      | 31 649 | 37,69 % |
| 37[d] | Germán Verdugo Soto                   | RN      | 32 864 | 39,14 % |
| 38[d] | Pablo Lorenzini Basso                 | DC      | 29 320 | 38,32 % |
| 38[d] | Pedro Pablo Álvarez-Salamanca Ramírez | Ind-UDI | 15 844 | 20,71 % |
| 39[d] | Jorge Tarud Daccarett                 | PPD     | 38 626 | 46,26 % |
| 39[d] | Romilio Gutiérrez Pino                | UDI     | 22 487 | 26,93 % |
| 40[d] | Guillermo Ceroni Fuentes              | PPD     | 32 643 | 44,75 % |
| 40[d] | Ignacio Urrutia Bonilla               | UDI     | 19 323 | 26,49 % |
| 41[d] | Carlos Abel Jarpa Wevar               | PRSD    | 24 093 | 19,12 % |
| 41[d] | Rosauro Martínez Labbé                | RN      | 42 385 | 33,64 % |
| 42[d] | Jorge Sabag Villalobos                | DC      | 32 174 | 28,59 % |
| 42[d] | Frank Sauerbaum Muñoz                 | RN      | 22 861 | 20,33 % |
| 43[d] | Cristián Campos Jara                  | PPD     | 33 622 | 31,35 % |
| 43[d] | Jorge Ulloa Aguillón                  | UDI     | 30 309 | 28,26 % |
| 44[d] | José Miguel Ortiz Novoa               | DC      | 45 379 | 27,04 % |
| 44[d] | Enrique van Rysselberghe Herrera      | UDI     | 44 735 | 26,65 % |
| 45[d] | Clemira Pacheco Rivas                 | PS      | 38 379 | 33,80 % |
| 45[d] | Sergio Bobadilla Muñoz                | UDI     | 29 272 | 25,78 % |
| 46[d] | Iván Norambuena Farías                | UDI     | 34 852 | 35,77 % |
| 46[d] | Manuel Monsalve Benavides             | PS      | 30 360 | 31,16 % |
| 47[d] | José Pérez Arriagada                  | PRSD    | 46 606 | 33,80 % |
| 47[d] | Juan Lobos Krause                     | UDI     | 51 937 | 37,67 % |
| 48[d] | Mario Venegas Cárdenas                | DC      | 20 102 | 29,80 % |
| 48[d] | Gonzalo Arenas Hodar                  | UDI     | 17 223 | 25,54 % |
| 49[d] | Fuad Chahín Valenzuela                | DC      | 20 212 | 30,26 % |
| 49[d] | Enrique Estay Peñaloza                | UDI     | 16 009 | 23,97 % |
| 50[d] | René Saffirio Espinoza                | DC      | 37 017 | 30,83 % |
| 50[d] | Germán Becker Alvear                  | RN      | 33 785 | 28,14 % |
| 51[d] | Joaquín Tuma Zedán                    | PPD     | 16 327 | 24,36 % |
| 51[d] | José Manuel Edwards Silva             | RN      | 11 275 | 16,82 % |
| 52[d] | Fernando Meza Moncada                 | PRSD    | 22 116 | 32,72 % |
| 52[d] | René Manuel García García             | RN      | 20 726 | 30,66 % |
| 53[d] | Alfonso de Urresti Longton            | PS      | 32 433 | 38,71 % |
| 53[d] | Roberto Delmastro Naso                | RN      | 25 360 | 30,27 % |
| 54[d] | Enrique Jaramillo Becker              | PPD     | 29 004 | 37,43 % |
| 54[d] | Gastón von Mühlenbrock Zamora         | UDI     | 19 978 | 25,78 % |
| 55[d] | Sergio Ojeda Uribe                    | DC      | 23 623 | 30,44 % |
| 55[d] | Javier Hernández Hernández            | UDI     | 22 108 | 28,49 % |
| 56[d] | Fidel Espinoza Sandoval               | PS      | 39 245 | 51,30 % |
| 56[d] | Carlos Rencodo Lavanderos             | UDI     | 18 792 | 24,57 % |
| 57[d] | Patricio Vallespín López              | DC      | 33 782 | 38,60 % |
| 57[d] | Marisol Turres Figueroa               | UDI     | 28 552 | 32,62 % |
| 58[d] | Gabriel Ascencio Mansilla             | DC      | 17 457 | 23,10 % |
| 58[d] | Alejandro Santana Tirachini           | RN      | 27 098 | 35,86 % |
| 59[d] | René Alinco Bustos                    | PPD     | 9381   | 22,90 % |
| 59[d] | David Sandoval Plaza                  | UDI     | 12 902 | 31,50 % |
| 60[d] | Carolina Goic Boroevic                | DC      | 22 498 | 34,00 % |
| 60[d] | Miodrag Marinovic Solo De Zaldívar    | Ind.    | 17 512 | 26,47 % |

## Elección delSenado

### Resultados
Según el orden en la papeleta electoral:
| Pacto o partido                 | Pacto o partido                            | Sigla                       | Votos     | %?      | Sen.?   | %?      | ± %?        | ± S.?       |
| ------------------------------- | ------------------------------------------ | --------------------------- | --------- | ------- | ------- | ------- | ----------- | ----------- |
| A                               | Concertación y Juntos Podemos              |                             | 820 147   | 43,27 % | 9       | 50,00 % | -8,05 %     | Sin cambios |
|                                 | Partido Demócrata Cristiano                | PDC                         | 314 145   | 16,57 % | 4       | 22,22 % | -6,27 %     | +2          |
| Partido por la Democracia       | PPD                                        | 262 503                     | 13,85 %   | 3       | 16,67 % | 1,19 %  | Sin cambios |             |
| Partido Socialista              | PS                                         | 175 017                     | 9,23 %    | 2       | 11,11 % | -5,48 % | -2          |             |
| Partido Radical Socialdemócrata | PRSD                                       | 68 482                      | 3,61 %    | 0       | 0,00 %  | 2,51 %  | Sin cambios |             |
| B                               | Coalición por el Cambio                    |                             | 856 593   | 45,19 % | 9       | 50,00 % | 1,16 %      | Sin cambios |
|                                 | Unión Demócrata Independiente              | UDI                         | 403 741   | 21,30 % | 3       | 16,76 % | 6,12 %      | Sin cambios |
| Renovación Nacional             | RN                                         | 382 728                     | 20,19 %   | 6       | 33,33 % | 0,45 %  | +2          |             |
| Independientes Lista B          | ILB                                        | 70 124                      | 3,70 %    | 0       | 0,00 %  | -5,40 % | -2          |             |
| C                               | Nueva Mayoría para Chile                   |                             | 92 240    | 4,87 %  | 0       | 0,00 %  |             |             |
|                                 | Partido Humanista                          | PH                          | 12 974    | 0,68 %  | 0       | 0,00 %  | 0,31 %      | Sin cambios |
| Independientes Lista C          | ILC                                        | 79 266                      | 4,18 %    | 0       | 0,00 %  |         |             |             |
| D                               | Chile Limpio. Vote Feliz                   |                             | 122 041   | 6,44 %  | 0       | 0,00 %  |             |             |
|                                 | Partido Regionalista de los Independientes | PRI                         | 46 730    | 2,47 %  | 0       | 0,00 %  |             |             |
| Independientes Lista D          | ILD                                        | 75 311                      | 3,97 %    | 0       | 0,00 %  |         |             |             |
|                                 | Independientes fuera de pacto              | Ind                         | 4461      | 0,24 %  | 0       | 0,00 %  | -1,32 %     | Sin cambios |
| Total de votos válidos          | Total de votos válidos                     | Total de votos válidos      | 1 895 482 | 92,31 % |         |         |             |             |
| Votos en blanco                 | Votos en blanco                            | Votos en blanco             | 54 379    | 2,65 %  |         |         |             |             |
| Votos nulos                     | Votos nulos                                | Votos nulos                 | 103 619   | 5,05 %  |         |         |             |             |
| Total de sufragios emitidos     | Total de sufragios emitidos                | Total de sufragios emitidos | 2 053 480 | 100 %   |         |         |             |             |

### Listado de senadores 2010-2018
En cursiva aquellos senadores electos en las elecciones parlamentarias de 2005.
     Doblaje de la Concertación.
| Circ.    | Senador                    | Partido | Votos   | %       |
| -------- | -------------------------- | ------- | ------- | ------- |
| I[c]     | Fulvio Rossi Ciocca        | PS      | 45 639  | 27,10 % |
| I[c]     | Jaime Orpis Bouchon        | UDI     | 56 390  | 33,47 % |
| II[c]    | José Antonio Gómez         | PRSD    |         |         |
| II[c]    | Carlos Cantero Ojeda       | Ind     |         |         |
| III[c]   | Isabel Allende Bussi       | PS      | 28 240  | 26,81 % |
| III[c]   | Baldo Prokurica Prokurica  | RN      | 34 793  | 33,03 % |
| IV[c]    | Jorge Pizarro Soto         | DC      |         |         |
| IV[c]    | Evelyn Matthei Fornet      | UDI     |         |         |
| V[c]     | Ignacio Walker Prieto      | DC      | 77 432  | 21,09 % |
| V[c]     | Lily Pérez San Martín      | RN      | 84 556  | 22,96 % |
| VI[c]    | Ricardo Lagos Weber        | PPD     | 128 287 | 33,19 % |
| VI[c]    | Francisco Chahuán Chahuán  | RN      | 109 603 | 28,35 % |
| VII[c]   | Guido Girardi Lavín        | PPD     |         |         |
| VII[c]   | Jovino Novoa Vásquez       | UDI     |         |         |
| VIII[c]  | Soledad Alvear Valenzuela  | DC      |         |         |
| VIII[c]  | Pablo Longueira Montes     | UDI     |         |         |
| IX[c]    | Juan Pablo Letelier Morel  | PS      |         |         |
| IX[c]    | Andrés Chadwick Piñera     | UDI     |         |         |
| X[c]     | Andrés Zaldívar Larraín    | DC      | 86 936  | 31,37 % |
| X[c]     | Juan Antonio Coloma Correa | UDI     | 97 614  | 35,22 % |
| XI[c]    | Ximena Rincón González     | DC      | 49 241  | 31,06 % |
| XI[c]    | Hernán Larraín Fernández   | UDI     | 68 354  | 43,12 % |
| XII[c]   | Hosain Sabag Castillo      | DC      |         |         |
| XII[c]   | Alejandro Navarro Brain    | MAS     |         |         |
| XIII[c]  | Mariano Ruiz-Esquide Jara  | DC      |         |         |
| XIII[c]  | Víctor Pérez Varela        | UDI     |         |         |
| XIV[c]   | Jaime Quintana Leal        | PPD     | 40 120  | 29,66 % |
| XIV[c]   | Alberto Espina Otero       | RN      | 52 082  | 38,51 % |
| XV[c]    | Eugenio Tuma Zedán         | PPD     | 74 403  | 29,07 % |
| XV[c]    | José García Ruminot        | RN      | 57 439  | 22,44 % |
| XVI[c]   | Eduardo Frei Ruiz-Tagle    | DC      |         |         |
| XVI[c]   | Andrés Allamand Zavala     | RN      |         |         |
| XVII[c]  | Carlos Kuschel Silva       | RN      |         |         |
| XVII[c]  | Camilo Escalona Medina     | PS      |         |         |
| XVIII[c] | Patricio Walker Prieto     | DC      | 11 336  | 27,54 % |
| XVIII[c] | Antonio Horvath Kiss       | RN      | 14 250  | 34,62 % |
| XIX[c]   | Carlos Bianchi Chelech     | Ind     |         |         |
| XIX[c]   | Pedro Muñoz Aburto         | PS      |         |         |